# Gigmoto
Gigmoto es un municipio filipino de quinta clase, perteneciente a la provincia de Catanduanes, en la región de Bicolandia.

## Organización territorial
Se divide en nueve barangayes, a saber:
- Biong
- Dororian
- Poblacion District I
- Poblacion District II
- Poblacion District III
- San Pedro
- San Vicente
- Sicmil
- Sioron

## Demografía
Según el censo de 2020, tenía empadronados 8712 habitantes.